# 门纳多尔雷斯共产党
门纳多尔雷斯共产党（西班牙語：Partido Comunista de los Menadores）是西班牙阿利坎特省卡略萨德塞古拉的一个已不存在的共产主义政党。该党的注册时间是2001年6月5日。“门纳多尔雷斯”是当地的一种纺织工人工会。